# Henry P. H. Bromwell
Henry Pelham Holmes Bromwell né le 26 août 1823 à Baltimore et mort le 7 janvier 1903 à Denver, est un homme de loi, un politicien et un franc-maçon américain. Avocat et juge, il sert en tant que député à la chambre des représentants de l'Illinois de 1865 à 1869. Il s'installe dans le Colorado en 1870 où en tant que député de cet État, il est nommé pour compiler les lois de celui-ci.
Herny Bromwell est initié à la franc-maçonnerie en 1854, et il devient le grand maître de la Grande Loge de l'Illinois en 1864. Après son déménagement, il devient le premier grand maître honoraire de cet État. Il développe un nouveau rite maçonnique, le « Rite des architectes libres et acceptés », qui vise à enseigner a ses initiés, le travail perdu du métier incarné dans les systèmes géométriques maçonniques. Après sa mort, la Grande Loge du Colorado a publié ses travaux sur la nature ésotérique de la géométrie sacrée dans un livre intitulé, Restorations of de Masonic Géométry and Symbolry.

## Famille et éducation

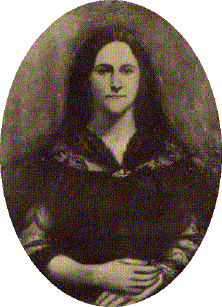
Emyly E.Payne épouse de Henry Bromwell

Né à Baltimore dans le Maryland, Henry Bromwell s'installe avec ses parents à Cincinnati, dans l'Ohio, en 1824, et de là vers le Comté de Cumberland dans l'Illinois, en 1836. Il fréquente les écoles privées de l'Ohio et de l'Illinois. En 1867, il obtient un diplôme honorifique de maîtrise ès arts du McKendree College.
Le 20 juin 1858, il épouse Emily E. Payne. Ils ont trois enfants ensemble, Emma M. Bromwell (1864-1865), Henry Pelham Payne Bromwell (1862-1881), et Henrietta Elizabeth Bromwell (1859-1946). Emma meurt dans la même année que sa femme, en février 1865. Henry Jr. attrape la fièvre typhoïde et meurt à Denver à l'âge de dix-neuf ans, alors qu'il fait des études de droit à cette époque.
Après avoir combattu pendant vingt ans la maladie,, Henry Bromwell meurt à Denver le 9 janvier, 1903. Il est enterré dans le cimetière de Riverside.

## Vie politique
En 1848, sa famille déménage à Vandalia, dans Illinois. Henry Bromwell travaille alors pour le journal de son père, The Age of Steam, et étudie le droit. Il est admis au barreau en 1853 et pratique à Vandalia jusqu'en 1858. Peu de temps après avoir été admis au barreau, il est élu juge du Comté de Fayette, ainsi que président du conseil de comté chargé de la reconstruction du palais de justice. Tout en continuer de plaider au barreau de Vandalia, il est devient membre du même barreau qu'Abraham Lincoln, politiquement de la même sensibilité, leur amitié se consolide naturellement. En 1860 il est élu comme un grand électeur présidentiel et soutient Lincoln. Il déménage à Charleston toujours dans l'Illinois en 1857. Il réélu parlementaire républicain pour les trente-neuvième et quarantième session du Congrès de mars 1865 à mars 1869.
Entre octobre et novembre 1870, Henry Bromwell déménage dans le territoire du Colorado ou il est élu en tant que membre de la législature territoriale en 1873 à 1874, organe législatif suprême du territoire. En 1875, il est élu en tant que membre de la convention constitutionnelle de l'État et en 1878, il est élu pour la première législature de l'État du Colorado,, servant à la Chambre des représentants, et nommé commissaire chargé de la révision des lois de l'état en 1881,.

## Franc-maçonnerie
Henry Bromwell devient franc-maçon à Vandalia en 1854.Il est membre de la loge « Tempérance N°16 », dont il est le vénérable maître en 1856 et 1857 . Quand il déménage à Charleston, il rejoint la loge « Charleston N° 35 », où il devient également le vénérable en 1858-1863, il sert également comme grand orateur de la Grande Loge de l'Illinois. Plus tard, il est choisi comme grand maître de la Grande Loge de Illinois en 1864 ou 1865.
Après avoir déménagé au Colorado en 1870, il rejoint officiellement la loge « Denver n°5 » en 1874. Cette même année, il est grand orateur de la Grande Loge du Colorado. Au cours de la communication annuelle de 1889 de la grand loge, il est élu à l'unanimité comme grand maître honoraire « en contrepartie de ses services distingués à l'Art Royal », ainsi que « comme une preuve de l'appréciation et à l'égard de ses hautes valeur maçonnique et personnelle ».C'est la première fois qu'est nommé grand maître honoraire au sein de la Grande Loge du Colorado. Il reste le seul membre d'honneur jusqu'à sa mort en 1903. Cette motion qui le choisit comme grand maitre d'honneur est proposé en affirmant « qu'Henry Bromwell n'a pas besoin de cet honneur pour ajouter à sa renommée en tant que maçon sage et bon, mais parce que nous nous honorons en lui faisant cet honneur ».
Le 11 janvier 1903, la Grande Loge du Colorado effectue le service funèbre d'Henry Bromwell avec le passé grand maître Lawrence Greenleaf agissant en tant que grand maître. Son cercueil fut porté par huit grands maîtres et les services religieux ont été célébrés à son domicile.

## Architectes libres et acceptés
Henry P. H. Bromwel est à l’origine de la fondation de l'« Ordre des architectes libres et acceptés » une obédience maçonnique dont l’objet principal est de restaurer et de préserver certaines traditions de la maçonnerie opérative. 34] Il écrit les rituels avec l'aide de quelques francs-maçons en 1859. Le rite s'appuie sur la symbolique d'un système géométrique évolué 33. Son système est basé sur un principe identique à la franc-maçonnerie, par degrés successifs. À l'origine, il est composé de deux grades,« Architecte choisi » et « Parfait excellent architecte ». En 1875, un grade d'« Architecte royal » est rajouté au système du rite. L'ensemble n'est pas une innovation dans la franc-maçonnerie et vise à donner une connaissance de la symbolique maçonnique différente aux pratiquants.

## Restorations of Masonic Geometry and Symbolry

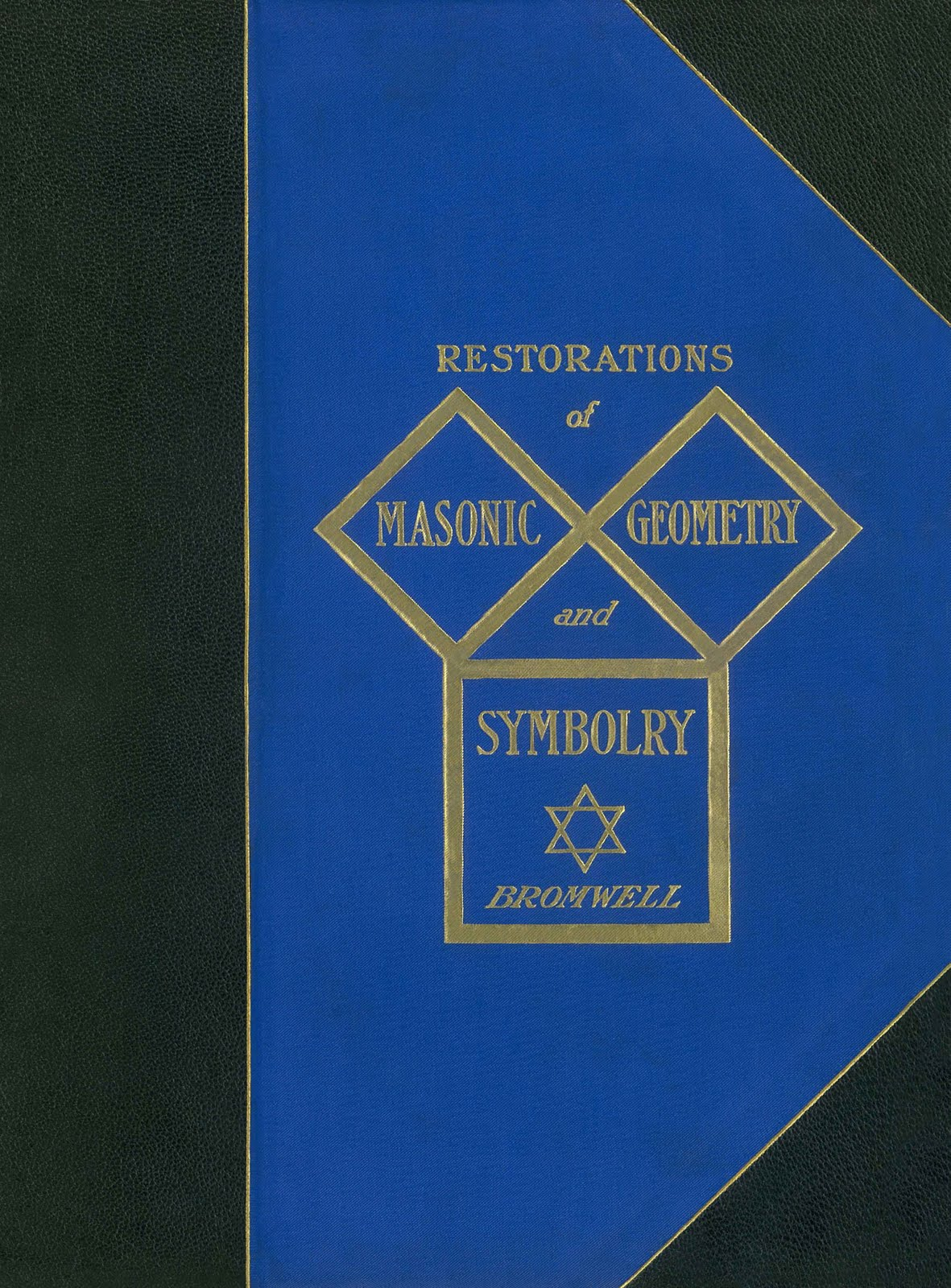
Restorations of masonic geometry

En 1884, Bromwell commence à travailler sur ce va devenir l’œuvre de la vie intitulé Restaurations de la géométrie et de la symbolique maçonniques. Ce livre, dans une motion approuvée par la Grande Loge de l'Illinois, est décrit comme « la contribution la plus remarquable, sur ce sujet de la littérature maçonnique. Pour écrire cette « somme», il est attesté que Bromwell a passé « seize heures par jour pendant six ans et deux mois » travaillant sur ce qu'il a décrit comme « une thèse sur les connaissances perdue des loges maçonniques »
Cette motion a été directement contestée par Bob Coil, qui affirme qu '« il n'y a pas assez de connaissances ou de certitude sur le fonctionnement des loges anciennes ou médiévales, y compris celles jusqu'au milieu du XVIIIe siècle pour occuper un auteur plus de quelques jours et pour raconter toute l'histoire ». Bien que Bob Coil n'ait eu accès à aucun des travaux de Bromwell, il dénigre rapidement l'ensemble du sujet, y compris le livre, arguant que le sujet est rapidement tombé dans l'oublie, sauf pour les encyclopédistes, indique clairement le manque de valeur de l'œuvre.
L'année de la mort de Bromwell, le « Henry PH Bromwell, société de publication maçonnique » est créé dans le seul but de publier Restaurations de la géométrie maçonnique et symbolique Le conseil d'administration de cette société est entièrement composé de passé maitres . La Grande Loge du Colorado s'est réunie l'année de sa mort et a discuté de la façon de mieux honorer le travail de Bromwell. Après avoir expliqué le caractère de l'œuvre, « montrant que ce serait l'une des publications maçonniques les plus précieuses jamais produites », la Grande Loge du Colorado vote pour que les financement soient autorisés et garantie de 2 000 [dollars pour les dépenses de publication. Le livre a été publié en 1905.